# Échenilleur de l'Amirauté
Coracina ingens
Espèce
L'Échenilleur de l'Amirauté (Coracina ingens) est une espèce de passereaux de Papouasie-Nouvelle-Guinée de la famille des Campephagidae.

## Répartition
Il est endémique des Îles de l'Amirauté.